# منتخب ويلز لاتحاد الرغبي للسيدات
منتخب ويلز لاتحاد الرغبي للسيدات (بالإنجليزية: Wales women's national rugby union team) هو ممثل ويلز الرسمي في المنافسات الدولية في اتحاد الرغبي في فئة رياضة نسوية. تأسس في 5 أبريل 1987.

## وصلات خارجية
- الموقع الرسمي